# HD 77338
HD 77338 — звезда, которая находится в созвездии Компас на расстоянии около 132 светового года от нас. Вокруг звезды обращается, как минимум, одна планета.

## Характеристики
HD 77338 — звезда 8,63 звёздной величины; впервые в астрономической литературе упоминается в каталоге Генри Дрейпера, изданном в начале XX века. Ранее считалось, что звезда представляет собой оранжевый субгигант, однако недавние исследования показали, что это оранжевый карлик, химический состав которого изобилует тяжёлыми элементами. Масса и радиус звезды равны 93 % и 88 % солнечных соответственно. Светимость звезды превышает солнечную в 55 % раз. Температура поверхности HD 77338 составляет приблизительно 5370 кельвинов. Её возраст оценивается приблизительно в 3,97 миллиарда лет.

## Планетная система
В 2012 году группой астрономов, работающих в рамках программы HARPS, было объявлено об открытии планеты HD 77338 b в системе. Это горячий газовый гигант, имеющий массу, почти равную массе Урана. Планета обращается на расстоянии 0,06 а. е. от родительской звезды, совершая полный оборот всего за пять с лишним суток. Открытие планеты было совершено методом доплеровской спектроскопии.